# Regan Burns
Regan Burns (ur. 14 czerwca 1968) – amerykański aktor.

## Filmografia
Filmy:
- 2012: Wrong jako Mike
- 2012: Queens of Country jako dr Bauer
- 2012: Kidnap Party jako Clayton Slater
- 2011: The Lutefisk Wars jako Marty Ramstad
- 2011: Some Guy Who Kills People jako Ronald Howell
- 2011: God Bless America God Bless America jako Michael Fuller
- 2009: 3 Days Blind jako Van
- 2008: Get Smart's Bruce and Lloyd: Out of Control jako pracownik laboratorium #3
- 2006: Untitled Paul Reiser Project jako Brian Urtzgalanger
- 2005: Sports Central jako Korespondent
- 2001: Cedric the Coach
- 2001: The Gristle jako pan Alden
- 2000: The Best Man? jako Lance
- 1999: Metamorfoza jako Joe

Seriale:
- 2015: Melissa i Joey jako oficer Calhoun
- 2015: Mroczne zagadki Los Angeles jako Jim Norton
- 2015: Dwie spłukane dziewczyny jako Dannon
- 2013: Agenci NCIS: Los Angeles jako Brad Ross
- 2013: Happy Endings jako Connie
- 2012-2015: Blog na cztery łapy jako Bennett James
- 2011: Trawka jako Witold
- 2011: State of Georgia jako dyrektor
- 2011: Czarodzieje z Waverly Place jako Everett Appleton
- 2010: Ja w kapeli jako pan Morton
- 2010: Notes from the Underbelly
- 2010: Svetlana jako Sven
- 2010: Zeke i Luther jako Mitch
- 2010: U nas w Filadelfii jako Menedżer Klubu pływać
- 2010: Słoneczna Sonny jako Ryan Loughlin
- 2009: Jak poznałem waszą matkę jako Producent
- 2009: Gary Unmarried jako sprzedawca samochodów
- 2008: Las Vegas jako Instruktor nauki jazdy
- 2008: Reno 911! jako Youth Group Leader / Snake Bite „Victim”
- 2008: 'Til Death jako Dan
- 2007: Nie z tego świata jako McG
- 2007: Halfway Home jako Alan Shepherd
- 2007: The 1/2 Hour News Hour jako Tim Davenport / Live Earth Reporter
- 2007: Back to You jako pan Robbins
- 2007–2008: Zoey 101 jako pan Berringer (sezonie 3 odcinku 18 i sezonie 4 odcinku 11)
- 2006: Orły z Bostonu jako Stan
- 2005: CSI: Kryminalne zagadki Las Vegas jako James Billmeyer
- 2005–2009: Rodney jako Gary
- 2004: All That
- 2004: The District jako Scuba facet
- 2004: Zwariowany świat Malcolma jako mężczyzna w średnim wieku
- 2004: Oliver Beene jako Fotograf szkoły
- 2004: Bez śladu jako pacjent
- 2001: Three Sisters jako Dan
- 2001: The Hughleys jako pan Franklin / Rudy the Dummy
- 2001: The Ellen Show jako Arthur B. oficer
- 2001: The Mind of the Married Man
- 2001–2002: Once and Again jako Engineer
- 2000: Rude Awakening jako Vic
- 2000: Get Real jako Instruktor #2
- 2000: Trzecia planeta od Słońca jako ochroniarz
- 2000: Malcolm & Eddie jako Howard
- 2000: Titus jako oficer Charlie Regan
- 2000: Larry David jako Security Guard
- 1999: Suddenly Susan jako Jeff
- 1999: The Drew Carey Show jako Facet w biurze #2
- 1999: Chicago Hope jako Orderly
- 1999: Jesse jako Patient